# Ahırlı
Ahırlı ist eine Stadt und ein Landkreis der türkischen Provinz Konya. Seit einer Gebietsreform 2014 ist die Gemeinde (Belediye) flächenmäßig deckungsgleich mit dem Landkreis (İlçe). Alle früheren Dörfer (köy) sind jetzt Ortsteile (Mahalle) der Gemeinde. Die Stadt liegt etwa 80 Kilometer südwestlich der Provinzhauptstadt Konya.
Der Landkreis liegt im Süden der Provinz. Er grenzt im Westen an Seydişehir und an Yalıhüyük, im Nordosten an Akören, im Südosten an Bozkır und im Südwesten an die Provinz Antalya. Durch den Kreis verläuft nordöstlich des Hauptortes die Fernstraße D-340, die von Beyşehir im Nordwesten nach Mut im Südosten führt. Im Südwesten des Landkreises liegen Ausläufer des zum Taurus gehörigen Bergzuges Geyik Dağı mit dem 2084 Meter hohen Tınaztepe und dem Çobankara Tepesi mit 2212 Metern. Etwa zehn Kilometer nördlich des Hauptortes bildet der von Westen nach Osten fließende Beyşehir Kanalı die Schlucht Mavi Boğaz.